# قسم سنبل أباد الريفي (مقاطعة أبهر)
قسم سنبل أباد الریفي (بالفارسية: دهستان سنبل‌آباد) هي قسم تقع في إيران في مقاطعة سلطانية. يقدر عدد سكانها بـ 8,069 نسمة .